# Ледяные пираты
«Ледяные пираты» (англ. The Ice Pirates) — фантастическая комедия.

## Сюжет
В далёком будущем после многочисленных межпланетных войн Галактика высохла, и вода стала самым ценным веществом во Вселенной, она является как товаром, так и деньгами.
Злые Темплеры с планеты Митра установили полный контроль над всеми оставшимися запасами воды, продавая её богатым. И только немногочисленные группы мятежников борются с ними, нападая на космические корабли Темплеров и воруя с них бесценный лёд. За это их называют ледяными пиратами.
Принцесса Карина (Мэри Кросби) — избалованная девица выкупает пойманных космических пиратов Джейсона (Роберт Урич) и Роско (Майкл Д. Робертс). И вместе с ними отправляется на поиски «потерянной» планеты, которая, по легенде, содержит несметные запасы воды. К этой планете нужно приблизиться, только идя определённым курсом. В противном случае корабль навсегда затеряется во времени, так как планета находится в неком реальном или иллюзорном поле, искажающем время. Но даже путешествие этим специальным курсом не защищает от шуток времени…

## В ролях
| Актёр            | Роль                |
| ---------------- | ------------------- |
| Анжелика Хьюстон | Мэйда               |
| Мэри Кросби      | принцесса Карина    |
| Роберт Урич      | Джейсон             |
| Майкл Д. Робертс | Роско               |
| Джон Матасзак    | Киллджой            |
| Рон Перлман      | Зено                |
| Джон Кэррадайн   | главнокомандующий   |
| Натали Коре      | Нанни               |
| Джереми Уэст     | Зорн                |
| Брюс Виленч      | Вендон              |
| Алан Кэйллоу     | Кунт Пейсли         |
| Маршей Льюисом   | леди Лягушка        |
| Дерил Кейт Роуч  | Фицкэрн Заключённый |
| Роберт Саймондс  | Долговязые Перья    |
| Гэри Брокетт     | робот Перси         |
| Хэнк Уорден      | Старый Джейсон      |

## Факты
- Фильм в основном построен на шутках над элементами Звёздных войн (боевые роботы-андроиды, рыцари, бои на мечах) и Безумного Макса (костюмы, странные транспортные средства и сцены в пустыне).
- Правитель системы «Тримаран» по сути состоит из одной головы, однако в некоторых сценах из-за плохо установленной камеры можно видеть плечи актёра.